# Virginia Slims of Los Angeles 1978
Virginia Slims of Los Angeles 1978  — жіночий тенісний турнір, що проходив на закритих кортах з килимовим покриттям Memorial Sports Arena в Лос-Анджелесі (США) в рамках Світової чемпіонської серії Вірджинії Слімс 1978. Турнір відбувся вп'яте і тривав з 23 до 29 січня 1978 року. Друга сіяна Мартіна Навратілова здобула титул в одиночному розряді й отримала за це 20 тис. доларів США.

## Фінальна частина

### Одиночний розряд
Мартіна Навратілова —  Розмарі Казалс 6–3, 6–2

### Парний розряд
Бетті Стов /  Вірджинія Вейд —  Пем Тігуарден /  Грір Стівенс 6–3, 6–2

## Розподіл призових грошей
| Дисципліна       | П       | F       | 3-тє   | 4-те   | ЧФ     | 1/8    | 1/16 |
| Одиночний розряд | $20,000 | $10,500 | $6,300 | $5,500 | $2,800 | $1,550 | $850 |

## Примітка
1. 1 2  John Dolan (2011). Women's Tennis 1968–84: the Ultimate Guide. Remous. с. 292, 294—295.
2. ↑  Джон Барретт, ред. (1979). World of Tennis 1979 : a BP yearbook. London: Macdonald and Jane's. с. 183. ISBN 978-0354090681.